# ギュスターヴ・フレポン
ギュスターヴ・フレポン（Gustave Fraipont、1849年5月9日 - 1923年4月29日）はベルギー生まれの画家、イラストレーターである。フランスに帰化し、雑誌の挿絵やポスターを描いた。

## 略歴
ブリュッセルのサン＝ジョス＝タン＝ノードで生まれた。ブリュッセルで Henri Hendrickx (1817–1894) らに学んだ後、パリに移った。1870年からの普仏戦争でフランス軍に兵士として入隊し、フランスの市民権を得た。受勲者の子弟を教育するレジオン・ドヌール学校 (Maison d'éducation de la Légion d'honneur) の絵画の教授に任じられ、アマチュア向けの絵画技法に関する著書も執筆した。
商業美術の分野で働き、鉄道会社(Compagnie des chemins de fer de l'Ouest)のために多くのポスターを制作し、若者向けの小説などの書籍の挿絵を描いた。「Courrier français」や「 Paris illustré」などの雑誌、新聞に挿絵を描いた。1884年にフランス・リトグラフ画家協会(Société des artistes lithographes français)の創立会員となった。
息子のジョルジュ・フレポン(Georges Fraipont:1873–1912) もイラストレーターになった。

## 作品

### ポスター

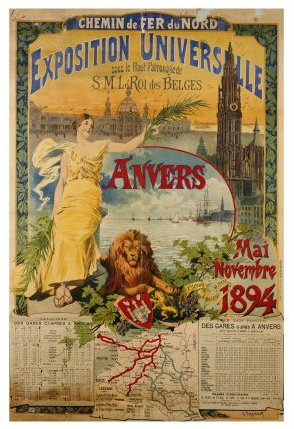
1894年のアントウェルペンの博覧会ポスター(1891)
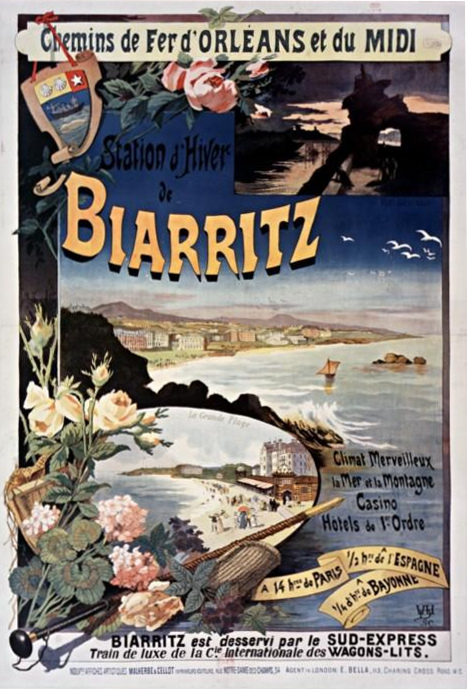
鉄道会社ポスター(1871)
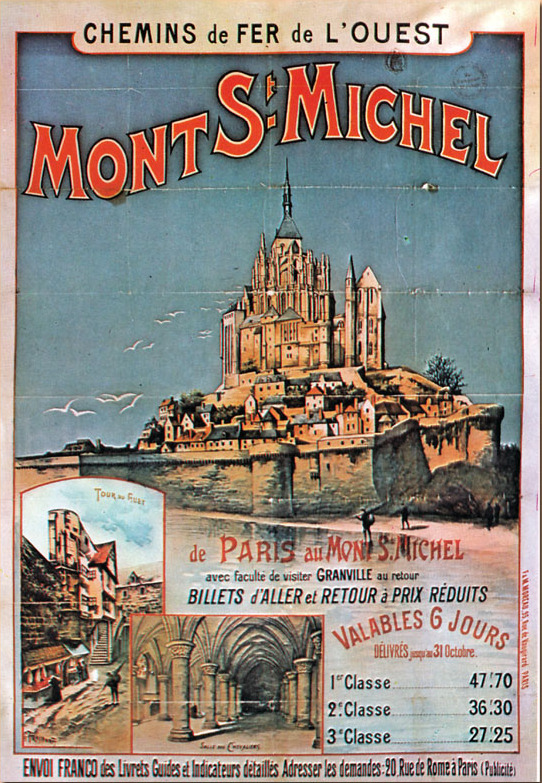
鉄道会社ポスター
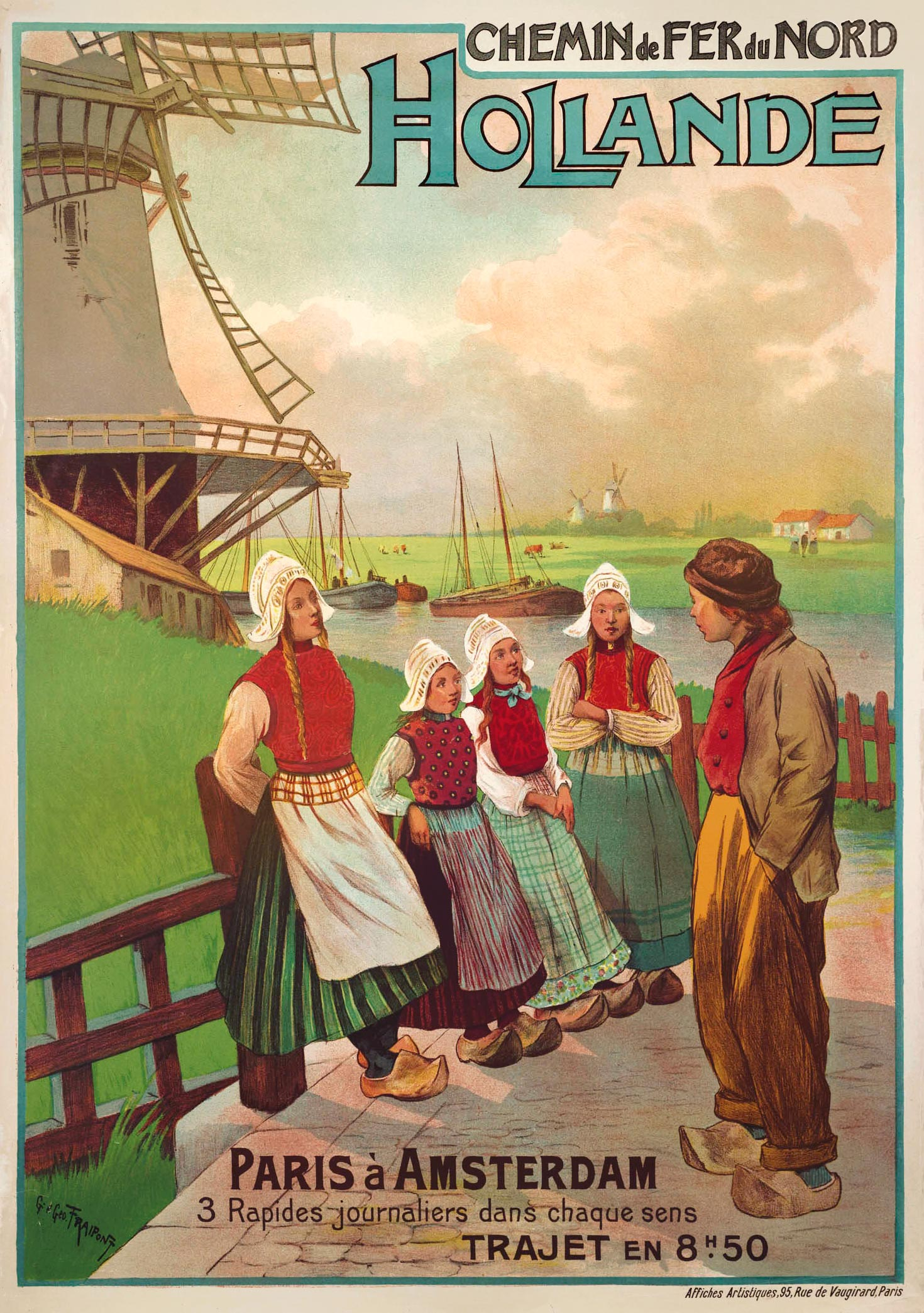
鉄道会社ポスター(1900)

### 書籍挿絵

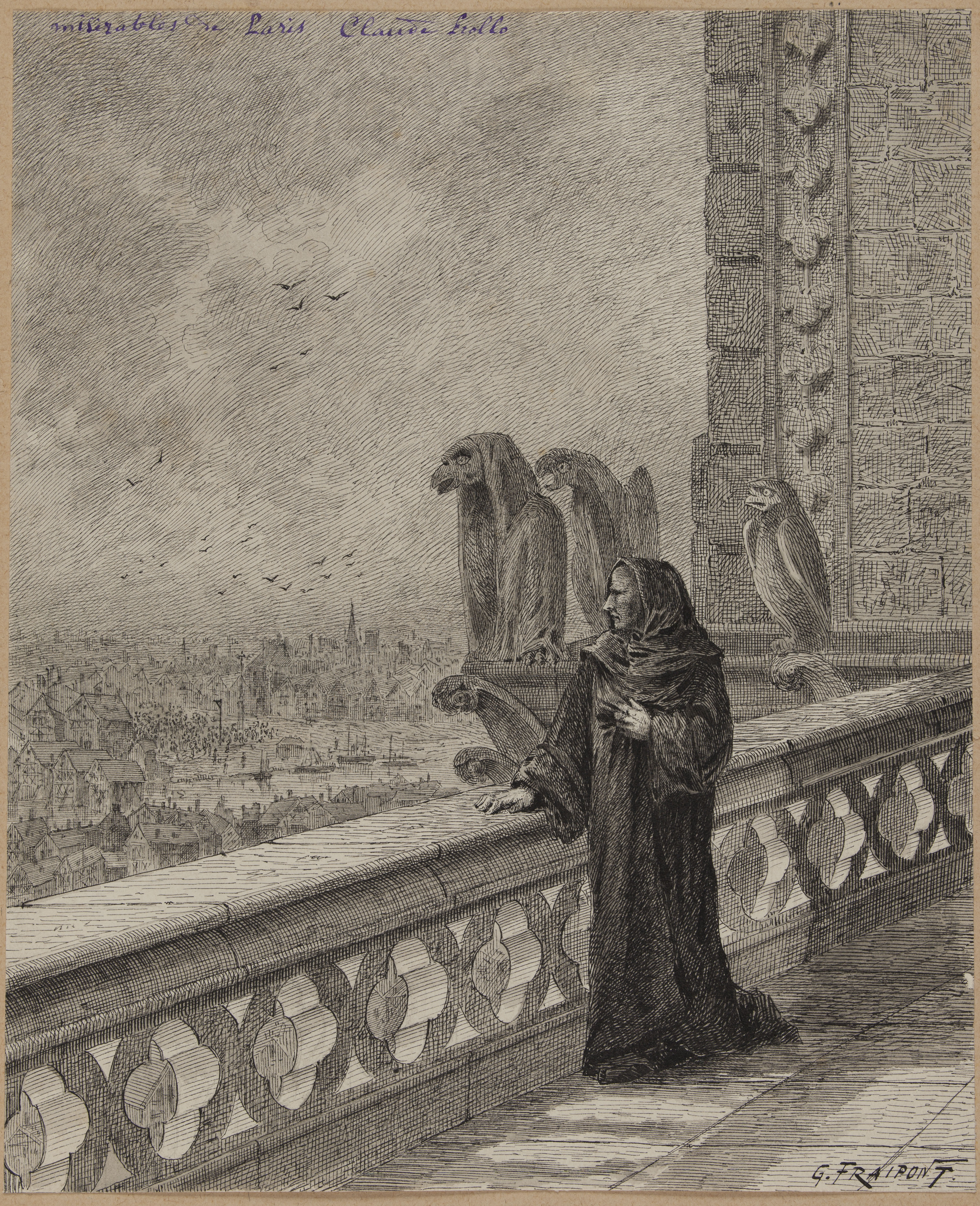
ヴィクトル・ユーゴーの「ノートルダム・ド・パリ」のクロード・フロロ
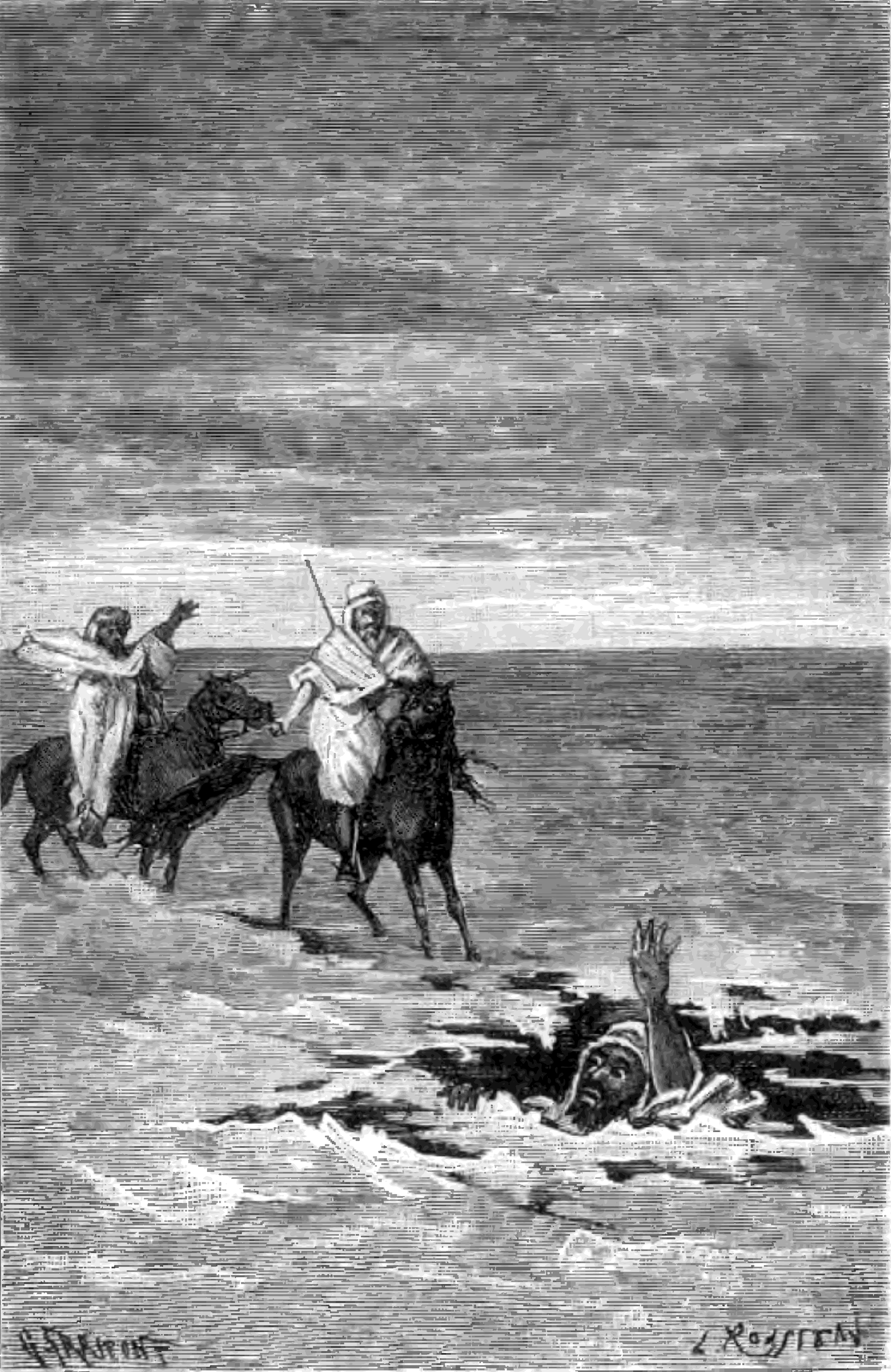
カール・マイの冒険小説の挿絵
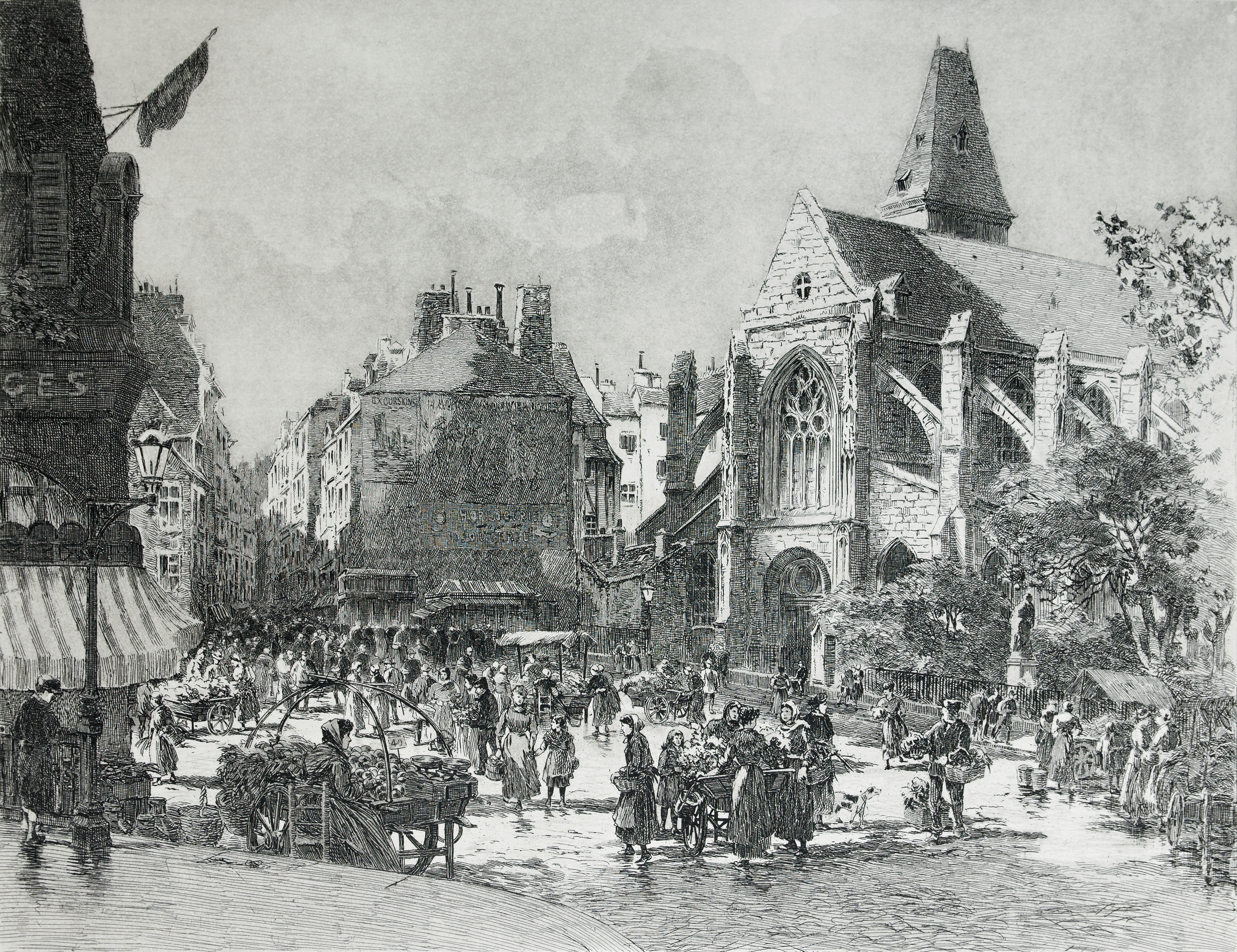
サン＝メダール広場
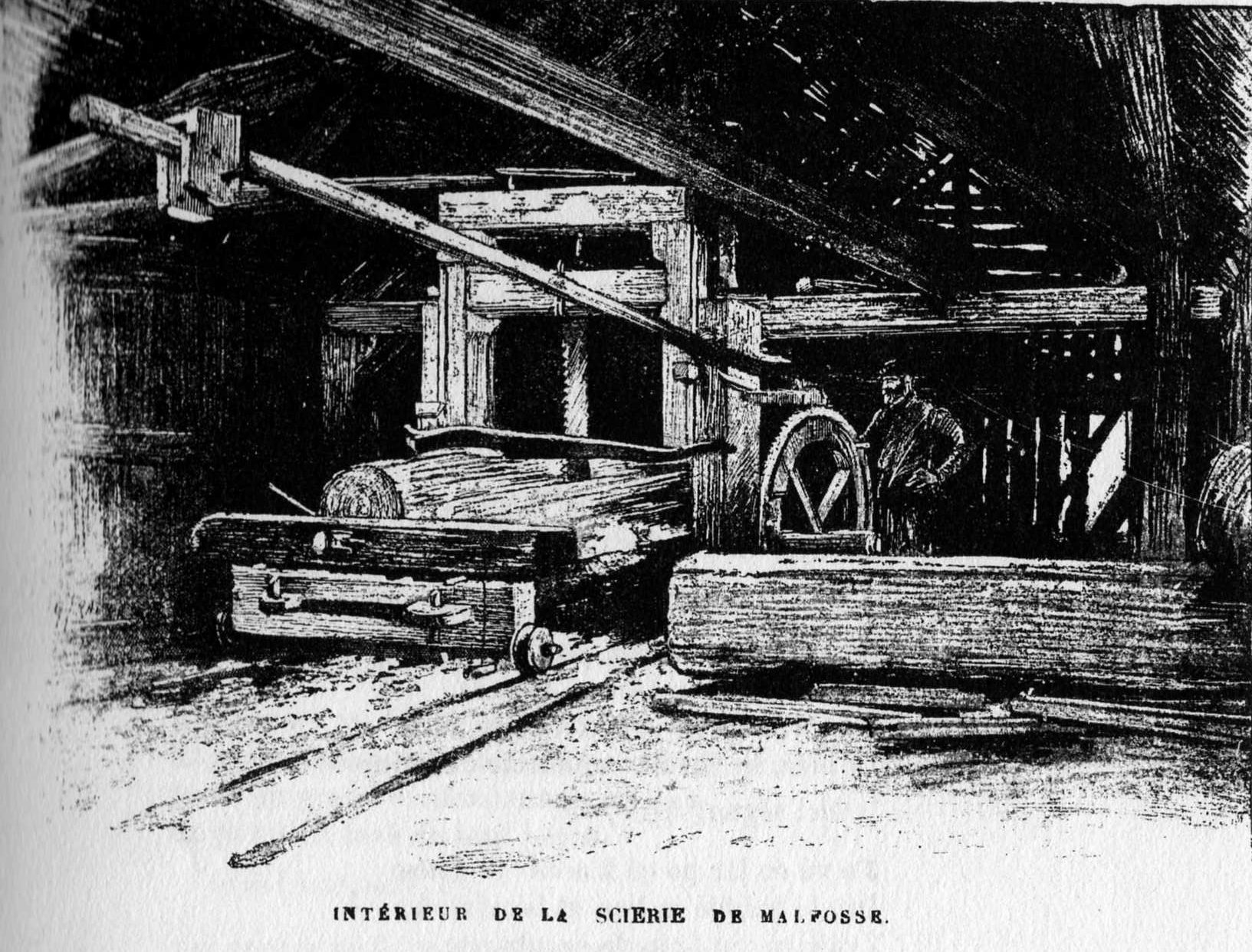
製材所風景